# Lindenstraße 17 (Arnshausen)

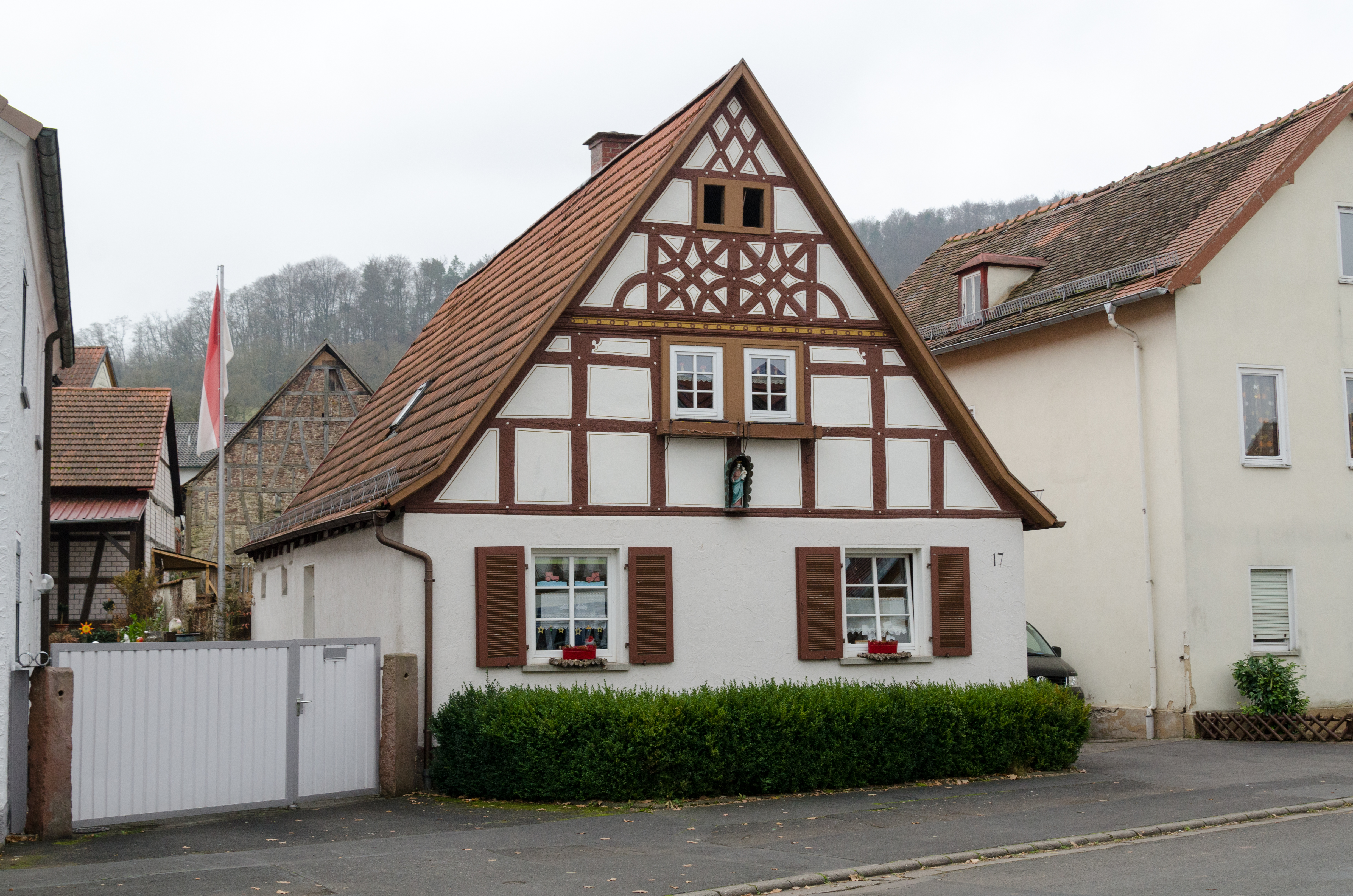
Lindenstraße 17 in Arnshausen

Das Anwesen Lindenstraße 17 in Arnshausen, einem Stadtteil von Bad Kissingen, der Großen Kreisstadt des unterfränkischen Landkreises Bad Kissingen gehört zu den Bad Kissinger Baudenkmälern und ist unter der Nummer D-6-72-114-157 in der Bayerischen Denkmalliste registriert.

## Geschichte
Das ehemalige Wohnstallhaus entstand Ende des 18. Jahrhunderts als eingeschossiger Satteldachbau mit Zierfachwerkgiebel.
Das erste Geschoss des Giebels ist mit seinem orthogonalen Balkennetz einfacher gestaltet als beim Anwesen Lindenstraße 9. Lediglich im  Speicherdreieck findet sich eine durchkreuzte Raute.